# 凯兰迪亚传奇系列
凯兰迪亚传奇，旧称「寓言与魔法」，是一个点击式图形冒险游戏系列，由西木工作室开发，維珍互动（Virgin Interactive；前身維珍游戏 (Virgin Games)）发布。
故事主要发生在奇幻的凯兰迪亚（Kyrandia）大陆，玩家在那里扮演的角色是年轻的英雄布兰登（Brandon）（Book One），皇家炼金术士珊西亚（Zanthia）（Book Two），以及邪恶的弄臣玛尔寇（Malcolm）（Book Three）——第一部中的敌人。玩家以2D形式的第三人称视角进行游戏，每个游戏都使用指向并点击的操作界面来指挥在游戏世界中所扮演的角色，解决谜题和任务，同时与游戏中的角色和环境互动。
该系列始于1992年发布的Fables and Fiends （自The Legend of Kyrandia更名），并产生了两部续集：The Hand of Fate（1993）和Malcolm's Revenge（1994）。该系列现为艺电（EA）拥有，并可在GOG.com上数字化购买。

## 作品
1. The Legend of Kyrandia: Book One - Fables and Fiends – 软盘、CD-ROM（1993年重新发布，增加语音支持）。
2. The Legend of Kyrandia: Book Two - The Hand of Fate – 软盘和CD-ROM。
3. The Legend of Kyrandia: Book Three - Malcolm's Revenge – 仅CD-ROM。

## 游戏玩法
凯兰迪亚传奇以极其简单的界面而闻名，这是全系列三部游戏中都存在的一个特征。当依稀想起那时的点击式冒险游戏时，区分Westwood三部曲的主要细节是单个“使用”动作，而没有多个“动作”接口。
三部游戏都有的一个特点是有一个创新性的“库存”系统。玩家可以对物品进行多种物理上的动作，尤其是还能放下和拾起物品，这会在一些谜题中用到。游戏中大多数谜题都是对库存的物品进行试验，将它们组合或放置在正确的地方以解开谜题。

## 游戏设计
西木工作室开发了.VQA檔案格式用于编码“玛尔寇的复仇”中的视频。该系列的三个章节均兼容ScummVM。

## 反响
系列的第一部得到了《龙》杂志的5/5分评价，而第二部《命运之手》也得到了4/5分。